# 大直站
25°04′46″N 121°32′49″E / 25.079502°N 121.546914°E

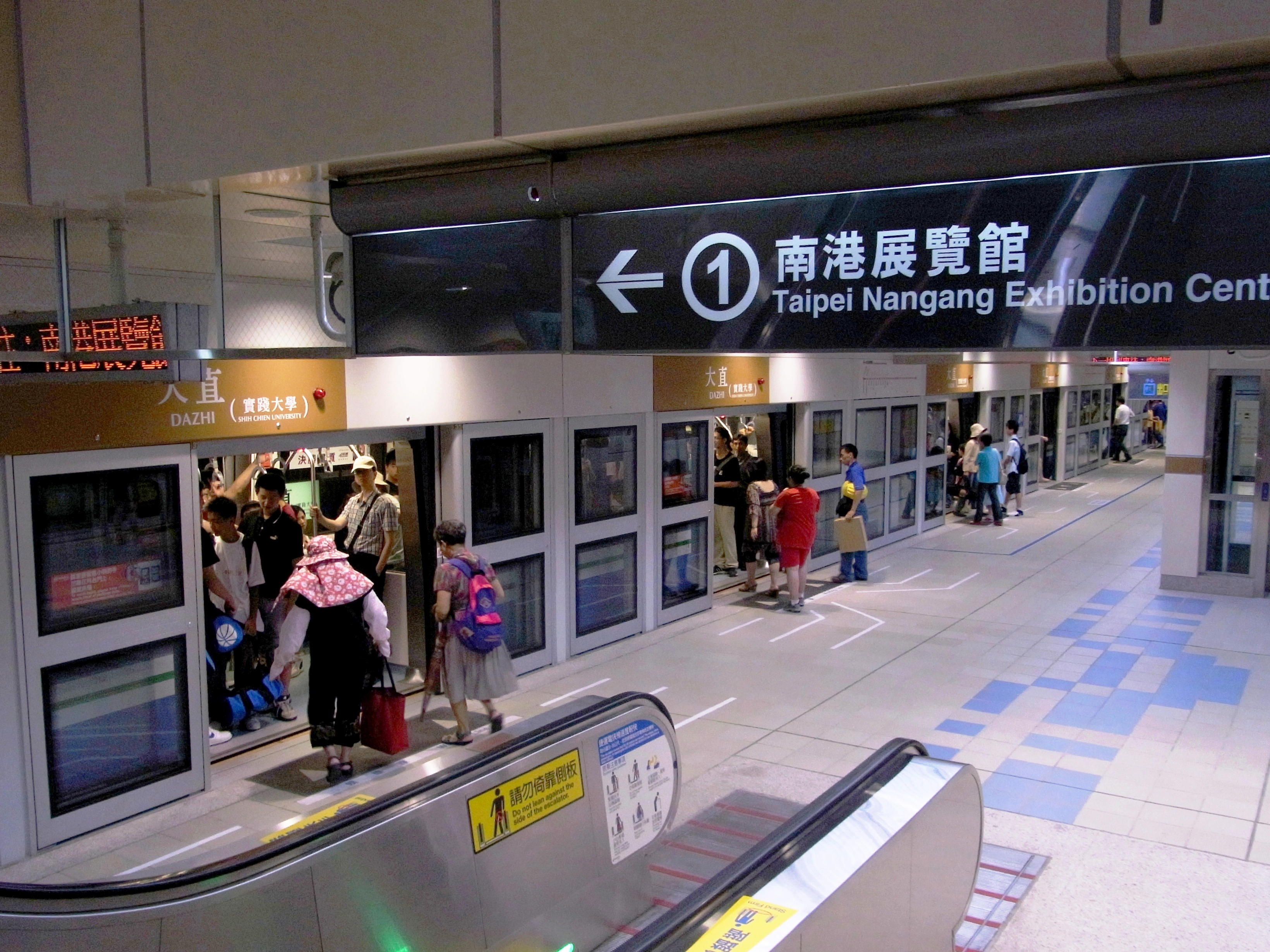
大直站月台

大直站位於台灣台北市中山區，為台北捷運文湖線（內湖線）的捷運車站。本站與松山機場站是台北第一個設有月台幕門的地下車站，本站和松山機場站更是文湖線唯二地下車站。本站往劍南路站方向為地下段至高架段之過渡帶。

## 車站概要
車站位於北安路458巷41弄下方，車站編號為BR14。

## 車站構造
地下二層車站，一個島式月台，三個出入口。

### 車站樓層
| 地面      | 出入口             | 出入口                                     |
| 地下 一樓 | 大廳層             | 車站大廳、詢問處、自動售票機、驗票閘門     |
| 地下 一樓 | 大廳層             | 洗手間                                     |
| 地下 二樓 | 一月台             | ← 文湖線 往南港展覽館方向（BR15 劍南路站） |
| 地下 二樓 | 島式月台，左側開門 |                                            |
| 地下 二樓 | 二月台             | 文湖線 往動物園方向（BR13 松山機場站）→    |

### 車站出口
所有出口皆位於車站北端，無障礙電梯位於出口1、3。
| 出入口                                  | 圖片 | 位置             |
| --------------------------------------- | ---- | ---------------- |
| 出入口1                                 |      | 大直國小         |
| 出入口2                                 |      | 北安路           |
| 出入口3                                 |      | 永安國小、海基會 |
| 註： 設有手扶梯\|設有無障礙電梯往返地面 |      |                  |

## 歷史
- 2008年4月28日：捷運大直站竣工。

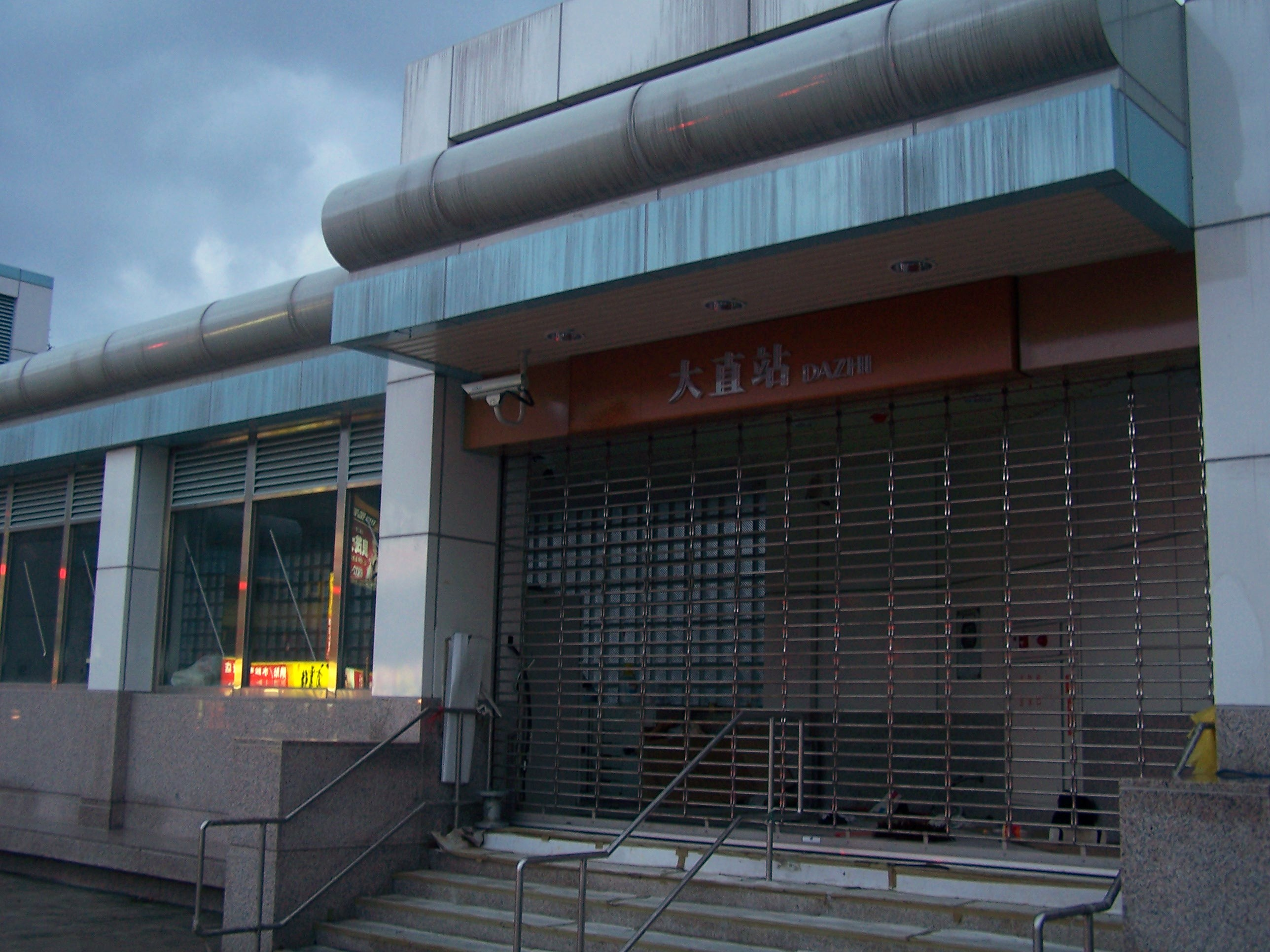
尚未開放時的大直站出入口

- 2009年7月4日：隨著內湖線正式通車而啟用[4]（p. 229）。

## 利用狀況
本處除捷運站外，車站出口旁的北安路設有「大直國小」、「捷運大直站」站牌，可轉乘前往台北市中心及圓山、內湖、東湖等地。根據2024年12月資料，本站每日旅運量約為18,808，在台北捷運各站中排行第87名。
| 年   | 年間      | 年間      | 年間      | 年間  | 單日平均 | 單日平均 |
| 年   | 上車      | 下車      | 上下車計  | 來源  | 上車     | 上下車   |
| ---- | --------- | --------- | --------- | ----- | -------- | -------- |
| 2009 | 873,369   | 889,482   | 1,762,851 | [ 5 ] | 4,825    | 9,740    |
| 2010 | 2,126,957 | 2,159,390 | 4,286,347 | [ 5 ] | 5,827    | 11,743   |
| 2011 | 2,505,057 | 2,530,034 | 5,035,091 | [ 5 ] | 6,863    | 13,795   |
| 2012 | 2,629,837 | 2,673,880 | 5,303,717 | [ 5 ] | 7,185    | 14,491   |
| 2013 | 2,749,852 | 2,818,509 | 5,568,361 | [ 5 ] | 7,534    | 15,256   |
| 2014 | 2,877,635 | 2,950,664 | 5,828,299 | [ 5 ] | 7,884    | 15,968   |
| 2015 | 3,237,958 | 3,299,642 | 6,537,600 | [ 5 ] | 8,871    | 17,911   |
| 2016 | 3,273,014 | 3,325,112 | 6,598,126 | [ 5 ] | 8,943    | 18,028   |
| 2017 | 3,243,678 | 3,285,971 | 6,529,649 | [ 5 ] | 8,887    | 17,889   |
| 2018 | 3,330,100 | 3,355,058 | 6,685,158 | [ 5 ] | 9,124    | 18,316   |

## 車站周邊
- 大直橋
- 大直植福宮
- 海峽交流基金會
- 實踐大學
- 中華民國國防部
- 國防部海軍司令部
- 國防部空軍司令部
- 國民革命忠烈祠
- 永直公園
- 大直高中
- 北安國中
- 臺北市立大直國小
- 臺北市立圖書館大直分館
- 臺北市政府警察局中山分局大直派出所
- 臺北市公共自行車租賃系統
  - 捷運大直站(1號出口)
  - 捷運大直站(3號出口)
  - 捷運大直站(3號出口)_1

## 公車資訊
站牌名為《捷運大直站》、《大直國小》
| 編號                                     | 經營業者   | 區間                 | 備註                                     |
| ---------------------------------------- | ---------- | -------------------- | ---------------------------------------- |
| 28                                       | 指南客運   | 大直－市政府         | 僅停靠 捷運大直站站牌                    |
| 33                                       | 大都會客運 | 永春高中－美麗華     |                                          |
| 42                                       | 指南客運   | 大直－北門           |                                          |
| 42區間                                   | 指南客運   | 大直－捷運圓山站     |                                          |
| 72                                       | 光華巴士   | 大直－捷運麟光站     |                                          |
| 208                                      | 指南客運   | 新店－大直           |                                          |
| 208直                                    | 指南客運   | 新店－大直           | 行經新生高架道路。 僅停靠 捷運大直站站牌 |
| 222                                      | 大都會客運 | 內湖－衡陽路         |                                          |
| 247                                      | 光華巴士   | 東湖－衡陽路         |                                          |
| 247區間                                  | 光華巴士   | 東湖－捷運圓山站     |                                          |
| 256                                      | 指南客運   | 大直－松山車站       |                                          |
| 267                                      | 光華巴士   | 天母－捷運大湖公園站 |                                          |
| 286副                                    | 大都會客運 | 行天宮－福德街       |                                          |
| 287區間                                  | 大都會客運 | 東湖－台北橋         |                                          |
| 556                                      | 指南客運   | 象頭埔－捷運劍潭站   | 例假日停駛。                             |
| 646                                      | 欣欣客運   | 東湖－捷運劍潭站     | 例假日停駛。                             |
| 680                                      | 光華巴士   | 天母－麟光           | 例假日停駛。                             |
| 902                                      | 指南客運   | 麟光－捷運石牌站     |                                          |
| 內湖幹線(287)                            | 大都會客運 | 東湖－衡陽路         |                                          |
| 棕13                                     | 首都客運   | 雙溪－捷運大直站     |                                          |
| 紅2                                      | 光華巴士   | 汐止社后－捷運圓山站 |                                          |
| 紅3                                      | 光華巴士   | 社子－臺北花市       | 週六行駛。                               |
| 紅3 區間                                 | 光華巴士   | 社子－內湖科技園區   |                                          |
| 南軟通勤專車北投線                       | 大南汽車   | 新北投－南港軟體園區 |                                          |
| 南軟通勤專車天母線                       | 光華巴士   | 天母－南港軟體園區   |                                          |
| 圓山大飯店捷運線 免費接駁公車 （大直線） | 大南汽車   | 圓山飯店－捷運大直站 |                                          |

## 腳註

### 來源資料
1. ↑   (新闻稿). 台北捷運. 2016-04-11  [2016-04-11]. （原始内容存档于2016-04-11） （中文（臺灣））.
2. 1 2  . 臺北大眾捷運股份有限公司. 2021-01-15.
3. ↑  .   [2008-08-25]. （原始内容存档于2008-09-21）. 台北市政府捷運工程局東區工程處捷運內湖線資訊網
4. ↑  徐榮崇. . 臺北市文獻委員會. 2015年12月  [2020-01-05]. ISBN 9789860469875. （原始内容存档于2020-12-07）. 國家圖書館
5. ↑  臺北捷運公司. . 2019-02-26  [2019-06-08]. （原始内容存档于2020-11-28）. 臺北市統計資料庫查詢系統

## 外部連結
- 臺北大眾捷運股份有限公司 （页面存档备份，存于）
- 臺北市政府捷運工程局 （页面存档备份，存于）
- 大直站位置圖（台北捷運公司） （页面存档备份，存于）
- 大直站車站剖面相關位置圖（台北捷運公司） （页面存档备份，存于）
- 販賣店現況 （页面存档备份，存于）